# August Benninghaus

August Benninghaus, 1919

August Benninghaus SJ (* 7. November 1880 in Druchhorn; † 20. Juli 1942 im KZ Dachau) war ein deutscher katholischer Priester, Jesuit und Märtyrer.

## Leben
Benninghaus’ Eltern waren der Landwirt Georg Benninghaus (geboren in Brokstreek/Essen als Georg große Beilage, genannt Korfhage) und dessen Ehefrau Caroline Benninghaus. August Benninghaus hatte mehrere Geschwister: Julius, Agnes, Theodor, Gustav, Johanna, Georg und den Politiker Heinrich.
Am 26. April 1900 trat er in das Noviziat der Jesuiten in Blijenbeek/Niederlande ein und empfing am 24. August 1913 durch den Kölner Erzbischof und späteren Kardinal Felix von Hartmann das Sakrament der Priesterweihe. 1914 wurde er von seinem Oberen nach England gesandt. Beim Austausch von Kriegsgefangenen kam er 1916 nach Deutschland zurück. Hier stellte er sich freiwillig dem Heeresdienst und wurde als Divisionspfarrer an die mazedonische Front geschickt. Dort erhielt die Division Besuch von Erzbischof von Faulhaber, dem späteren Kardinal. Nach Ende des Ersten Weltkrieges wurde er mit der Betreuung der Jugendverbände und mit der Seelsorge an einem Krankenhaus in Köln-Deutz beauftragt. Im Jahre 1924 übertrug ihm der Orden das Amt eines Exerzitienmeisters. Als solcher wirkte er in Niederkassel am Rhein, Opladen, Münster und im Kloster Bethlehem bei Bergheim/Erft. Danach war er zwei Jahre als Volksmissionar in Hannover tätig. 1928 wurde er in Münster Diözesanpräses der Männergemeinschaften. Ab 1929 war er mit dem Pfarrer der Stadtkirche St. Lamberti Clemens August Graf von Galen bekannt. Bis 1941 wirkte er als Exerzitienmeister und Volksmissionar im Kettelerheim in Münster.
1938 wurde wegen abfälliger Bemerkungen über den Nationalsozialismus ein Strafverfahren (wegen Vergehens gegen das Heimtückegesetz) gegen Pater Benninghaus eingeleitet. Er hatte geäußert, dass die Kirche schon viele Reiche überdauert habe. Das beim Sondergericht in Dortmund angestrengte Verfahren endete mangels Beweisen am 25. Oktober 1939. Am 27. Juni 1941 wurde er abermals von der Geheimen Staatspolizei in Münster verhaftet. Die Gestapo beschuldigte ihn, bei einem Exerzitienkurs für zum Militärdienst Einberufene im Katharinenstift in Ascheberg staatsfeindliche Äußerungen von sich gegeben zu haben. Er wurde in das Konzentrationslager Sachsenhausen verlegt. Dort wurde er von zwei SS-Männern derart misshandelt, dass er stürzte und auf eine Tischkante aufschlug. Dabei erlitt er eine Gehirnerschütterung, von deren Folgen er sich bis zu seinem Tode nicht erholte.

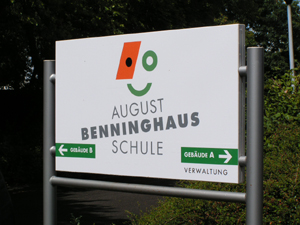
Schild der August-Benninghaus-Schule in Ankum
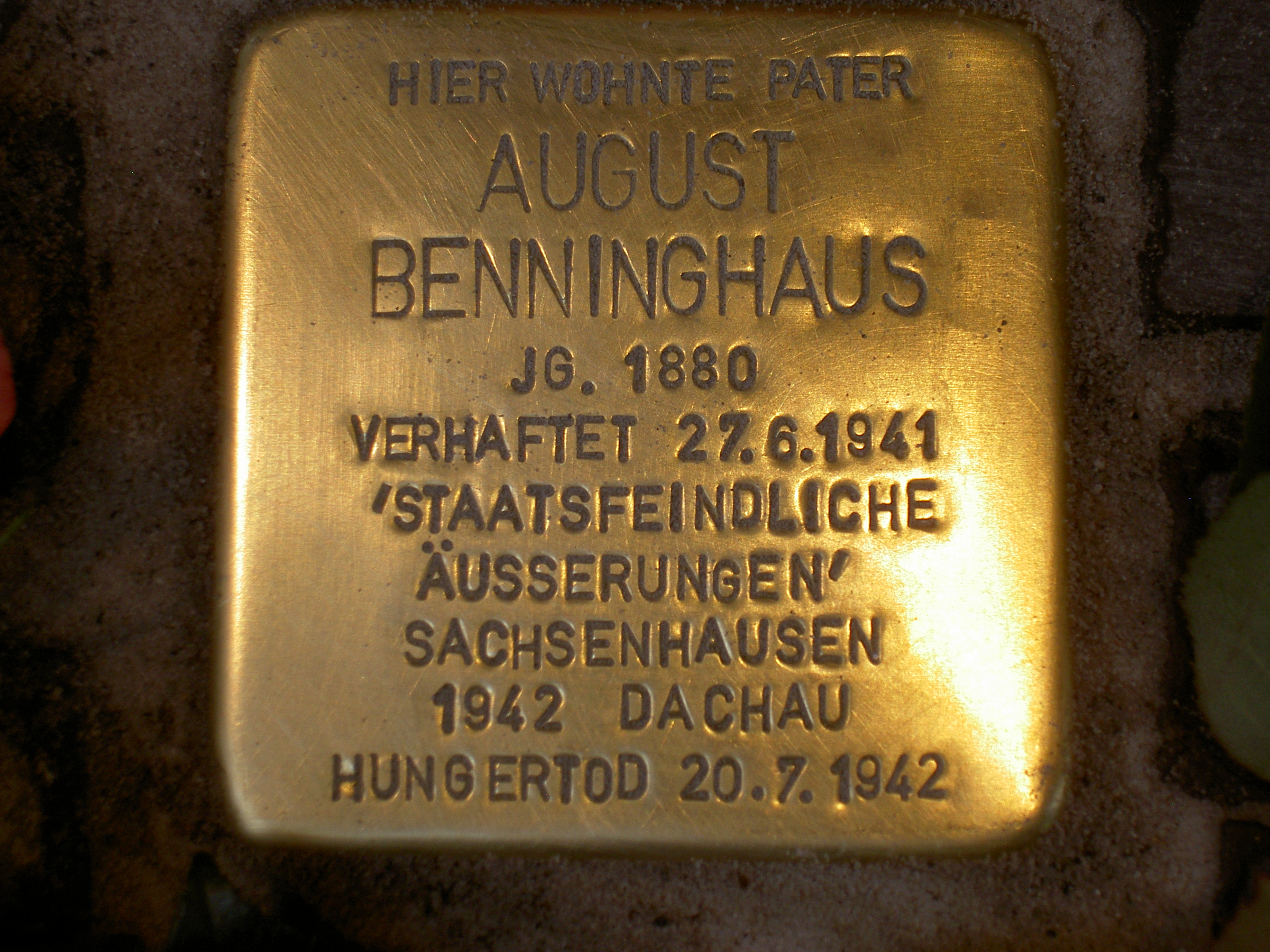
Stolperstein für Pater August Benninghaus in der Königsstr. 35 in Münster

Am 11. März 1942 wurde Benninghaus in das KZ Dachau verlegt, wo damals die katholischen Priester in einem sogenannten Pfarrerblock zusammengezogen wurden. Benninghaus kam in den Block 24, Stube 1. Dieser war im Mangeljahr 1942 zusätzlicher Invalidenblock. Das bedeutet, dass er zur Vergasung in Schloss Hartheim bei Linz vorgesehen war. Infolge Hungers und Schwäche verschlechterte sich sein körperlicher und geistiger Zustand immer mehr, bis er schließlich in das Krankenrevier eingeliefert wurde. Am 20. Juli 1942 verhungerte er. Am 31. August 1942 wurde eine Urne mit Asche zum Pfarramt nach Ankum geschickt. Sie wurde auf dem Ankumer Friedhof beigesetzt. Auf dem Grabmal stehen die Worte  „Märtyrertod Dachau“.

## Gedenken
- Die Gemeinde Ankum benannte eine Straße am Ortseingang zu seinen Ehren und als Mahnung nach Benninghaus.
- Im Artländer Dom erinnert eine Bronzeplatte an Benninghaus.
- Die Ankumer Oberschule ist nach August Benninghaus benannt.
- In Münster erinnert ein Stolperstein vor dem Haus Königsstraße 35 an August Benninghaus.
- Die katholische Kirche hat August Benninghaus als Glaubenszeugen in das deutsche Martyrologium des 20. Jahrhunderts aufgenommen.
- Im rekultivierten Tagebau Bergheim, dem ehemaligen Standort des Klosters Bethlehem, ist ein Weg nach Benninghaus benannt.
- Seit 2017 wird jährlich der August-Benninghaus-Preis verliehen.[2]